# Exitus
Exitus es un término latino que significa «salida» y se emplea en medicina como simplificación de la expresión más correcta exitus letalis, que literalmente significa «salida mortal» o más médicamente «proceso hacia la muerte». Su uso en medicina (sobre todo en medicina forense y medicina legal) es para significar que la enfermedad ha progresado hacia o desembocado en la muerte.
Se utilizaba también la expresión exitus letalis para cerrar las historias clínicas de aquellos pacientes cuya enfermedad había terminado con la muerte.